# 423 Diotima
423 Diotima (phát âm /daɪəˈtaɪmə/ dye-ə-TYE-mə; hoặc như tiếng Latinh Diotīma, từ tiếng Hy Lạp Διοτίμα) là một trong các tiểu hành tinh lớn nhất ở vành đai chính. Nó thuộc nhóm tiểu hành tinh Eos, được xếp loại tiểu hành tinh kiểu C, có bề mặt tối và có lẽ được cấu tạo bằng vật liệu cacbonat nguyên thủy.
Tiểu hành tinh này do Auguste Charlois phát hiện ngày 7.12.1896 ở Nice và được đặt theo tên Diotima của Mantinea, nữ giáo sĩ, thầy dạy Sokrates. Đây là một trong 7 tiểu hành tinh do Charlois phát hiện nhưng do "Astromomisches Rechen-Institut" (Viện tính toán thiên văn) đặt tên.
Trong cuối thập niên 1990, một mạng lưới các nhà thiên văn học khắp thế giới đã thu thập các dữ liệu đường cong ánh sáng, dùng để rút ra các trạng thái quay tròn và kiểu mẫu hình dạng của 10 tiểu hành tinh mới, trong đó có "423 Diotima".
Dunham (2002) đã sử dụng 15 dây cung và đạt tới kích thước ước tính là 171 x 138 km.